# Carola Uilenhoed
Carola Uilenhoed, née le 10 octobre 1984 à La Haye, est une judokate néerlandaise.

## Palmarès international en judo
| Championnats du monde | Championnats du monde | Championnats du monde |
| Année                 | Médaille              | Catégorie             |
| --------------------- | --------------------- | --------------------- |
| 2005                  | bronze                | ouverte               |
| 2007                  | bronze                | +78 kg                |
| Championnats d'Europe |                       |                       |
| Année                 | Médaille              | Catégorie             |
| 2006                  | argent                | +78 kg                |
| 2007                  | argent                | +78 kg                |